# Lista de membros da Royal Society eleitos em 1731
Esta é uma lista de Membros da Royal Society eleitos 1731.

## Fellows of the Royal Society (FRS)
1. John Amman (1707-1741)
2. Joseph Ayloffe (1709-1781)
3. Benjamin Bathurst (m. 1767)
4. William Bentinck (1704-1774)
5. Charles Calvert (1699-1751)
6. Benedict Leonard Calvert (1700-1732)
7. William Fellowes (1705-1775)
8. Hieronymus Giuntini (m. 1744)
9. Philip Joseph Kinski (1700-1749)
10. Coote Molesworth (1695-1782)
11. Robert James Petre (1713-1742)
12. Mårten Triewald[2] (1691-1747)
13. Francisco I, Sacro Imperador Romano-Germânico (1708-1765)